# Sastavci
Sastavci (serb. Саставци) jest eksklawą Bośni i Hercegowiny położoną na terenie Serbii, położoną nieopodal miasta Priboj (Okręg zlatiborski). Administracyjnie należy do bośniackiej gminy Rudo (Republika Serbska). Jej powierzchnia wynosi 395,84 ha.
Cała infrastruktura, telekomunikacja, poczta, opieka zdrowotna utrzymywane są przez stronę serbską. Również miejscowa szkoła podstawowa należy do systemu edukacyjnego Serbii, a większość uczniów kontynuuje edukację w serbskim Priboju. Z drugiej strony teren enklawy należy do katastru gminy Rudo, więc mieszkańcy płacą podatek od nieruchomości Bośni i Hercegowinie.
Powstanie enklawy datuje się na XIX w., kiedy to na mocy postanowień kongresu berlińskiego z 1878 roku Bośnia i Hercegowina trafiła pod opiekę Austro-Węgier. Muzułmanie z terenów Bośni schronili się w Sandżaku. Enklawę w 1999 roku zamieszkiwało 270 osób, z czego 70% posiadało obywatelstwo serbskie. Połowa mieszkańców deklarowała jednak narodowość boszniacką.
Rząd serbski zaproponował przejęcie enklawy Sastavci w zamian oferując Bośni inny obszar o takiej samej powierzchni, jednak ta propozycja została odrzucona przez stronę bośniacką, która żąda połączenia enklawy z resztą kraju korytarzem. Do czasu ostatecznej demarkacji granicy pomiędzy BiH i Serbią kwestia enklawy Sastavci jest nierozstrzygnięta.